# Alfredo Zerbini
Alfredo Zerbini (Parma, 9 gennaio 1895 – Parma, 29 novembre 1955) è stato un poeta italiano, considerato uno dei maggiori poeti in dialetto parmigiano del Novecento.

## Biografia
Nacque nell'Oltretorrente in borgo dei Minnelli da una famiglia di artigiani, la sorella Anita sposò Paride Lanfranchi, in seguito padre dell'attore e comico Bruno Lanfranchi. Il padre Napoleone, un fornaio, lo avviò presto al suo mestiere. Assieme al fratello Mario frequentava spesso la palestra del Giardino Ducale, dove si esercitava nella lotta. Chiamato alle armi durante la prima guerra mondiale venne ferito ad una gamba sul fronte del Carso, rimanendo claudicante per tutta la vita.  Nel dopoguerra fu tra i fondatori dell'Associazione mutilati. Trovò impiego in varie biblioteche pubbliche, prima alla Nazionale di Torino, poi alla Marciana di Venezia e infine, nel 1939, alla Palatina di Parma.
Fin da giovanissimo mostrò un grande interesse verso la letteratura, formandosi una cultura su testi classici e moderni, in particolare Marx, Engels, Gor'kij e Dostoevskij. Collaborò con la «Compagnia filodrammatica stabile di Parma», fondata da Guido Picelli, scrivendo i testi delle commedie dialettali La pèlà dal gat e La ricostrusiòn. Prima di andare nel capoluogo piemontese lavorò come cronista per L'Eco di Bergamo. Dapprima socialista, dopo la scissione di Livorno si iscrisse al Partito Comunista Italiano, del quale rimase simpatizzante per tutta la vita.
Il suo primo volume di poesie dialettali, il poema storico La Congiura di Feudatäri (la congiura dei feudatari), uscì nel 1947 per i tipi della Bodoniana di Parma, sotto gli auspici del Comitato Parmense Per l'Arte. Il poema è composto da ottanta sonetti divisi in quattro parti: I Feudatäri, La Congiura, Al Procèss e La Gran Giustissia, di venti sonetti ciascuna. Riscosse subito un grande successo e Ferdinando Bernini ne lodò la perfetta conoscenza del dialetto, notando che «mai esso si presta a divenire la sopravesta dell'italiano, ma è mezzo autonomo di espressione». Ildebrando Pizzetti musicò nel 1951 tre sonetti della Congiura, quelli riguardanti Barbara Sanseverino condotta al supplizio.
Nel 1953 seguì Sott'al Torì di Pavlòt (sotto le torri dei Paolotti), raccolta di 27 poesie divisa in quattro parti, precedute da un Preludì ataca al fögh (preludio accanto al fuoco), edita da Battei. Lo stesso editore pubblicò l'anno successivo Nòtà d'Agost (notte d'agosto), una lunga novella in versi (endecasillabi a rima alternata) con illustrazioni di Silvano Manfredi, ambientata nei luoghi dell'Oltretorrente dove egli visse:  borgo dei Minnelli, borgo Paglia, borgo Carra, la chiesa di Santa Maria del Quartiere. Dedicò il poema al concittadino Ildebrando Pizzetti, che se ne mostrò entusiasta, definendolo «Stupendo, potente poemetto».
Morì nel 1955 all'età di 60 anni, dopo una lunga malattia.
Nel 1957 uscì postuma la raccolta I mè ragass, con illustrazioni di Latino Barilli. All'interno si trovano i Cant äd la Bàsa, che contengono alcuni dei suoi versi più alti, ispirati dai luoghi d'origine della famiglia paterna, a Mezzani dove lo Zerbini talvolta si recava in bicicletta nelle giornate libere. Sempre di questa raccolta vanno ricordate L'educasiòn e La bugäda, due lunghe chiacchierate di donne del popolo, ricche di "vis comica". Una ristampa delle sue opere, con l'aggiunta di alcune poesie inedite, fu curata nel 1965 da Italo Petrolini, con il titolo Alfredo Zerbini, Tutte le poesie. Gli inediti dovevano costituire una nuova raccolta che lo Zerbini intendeva pubblicare con il titolo Cant dal mè ideäl.
Pier Paolo Pasolini nella sua opera Poesia dialettale del '900 definisce Zerbini un "Pezzaniano", accostando il suo stile a quello di Renzo Pezzani, ma molti studiosi fanno notare per esempio la differenza del lessico usato dai due poeti. La parlata di Zerbini è quella autentica dei borghi dell'Oltretorrente e della Ghiaia, mentre il dialetto di Pezzani è spesso un travestimento dell'italiano e, pur raggiungendo alti livelli stilistici, rispecchia un altro ambiente, quello piccolo borghese.
Alcune sue poesie sono state pubblicate nell'antologia poetica parmigiana Pärma, tradotta in italiano da Gino Marchi con un'introduzione di Giuseppe Marchetti.
A Parma gli è intitolata una via nei pressi di via Spezia.